# Coleophora ulmifoliella
Coleophora ulmifoliella é uma espécie de mariposa do gênero Coleophora pertencente à família Coleophoridae.